# Seth Allen
Seth Edwin Allen (Woodbridge, 20 novembre 1994) è un cestista statunitense.